# Christian Winther
Christian Ferdinand Rasmus Winther (Fensmark, 29 luglio 1796 – Parigi, 30 dicembre 1876) è stato un poeta danese.
Nelle sue prime produzioni, composte da ballate e poesie e raccolte in Poesie del 1828, Poesie del 1832 e Xilografie, del 1828-1832, si ispirò a Byron e bastarono a renderlo famoso come esponente del Romanticismo danese.
Considerate tutte le sue opere nel complesso, si delinea per Winther un ruolo di transizione fra i romantici dei primi decenni del XIX secolo e gli eclettici della metà del secolo.
Il suo capolavoro è La fuga del cervo, del 1855, che risentì notevolmente dell'influsso del Mazeppa di Byron e della Lady of the Lake di Scott; ebbe enorme popolarità fra i contemporanei soprattutto per l'amore per l'esotico e il fervore nazionalistico.
Un'opera autobiografica, in cui descrive le difficoltà e le peripezie di una sua storia d'amore, è All'unica, del 1860.